# Всесвітні ігри
Всесвітні ігри — міжнародні комплексні змагання з видів спорту, що не входять до програми Олімпійських ігор. Проводяться з 1981 року з періодичністю один раз в 4 роки, з 2001 року проходять під патронатом Міжнародного олімпійського комітету (МОК).
Організатором Всесвітніх ігор є Міжнародна асоціація Всесвітніх ігор (IWGA), утворена 1980 року з ініціативи керівників 12 спортивних федерацій, які прагнули до популяризації та підвищення статусу своїх видів спорту аж до включення їх у Олімпійську програму.
На перших Всесвітніх іграх, які пройшли в 1981 році у Санта-Кларі (США), взяло участь 1 265 спортсменів, які змагалися у 18 видах спорту. Відтоді програма Всесвітніх ігор розширилася більш ніж вдвічі, її складають види спорту, визнані МОК, але які не входять в Олімпійську програму, або виключені з неї.
Деякі види, що були раніше на Всесвітніх іграх, нині представлені на Олімпіадах (тріатлон, бадмінтон, тхеквондо та інші). Більш того, за рішенням МОК, прийнятому 12 серпня 2004 року, присутність окремого виду спорту на Всесвітніх іграх є одним з факторів для потенційного попадання його в програму Олімпійських ігор.

## Список Всесвітніх ігор
|      | Терміни проведення     | Місце проведення        | Число учасників | Число учасників | Число видів спорту | Число видів спорту |
| ---- | ---------------------- | ----------------------- | --------------- | --------------- | ------------------ | ------------------ |
|      | Терміни проведення     | Місце проведення        | спортсменів     | країн           | офіційних          | показових          |
| I    | 29—31 липня 1981       | Санта-Клара, США        | 1265            |                 | 18                 | 0                  |
| II   | 3—4 серпня 1985        | Лондон, Велика Британія | 1550            |                 | 19                 | 4                  |
| III  | 20—30 липня 1989       | Карлсруе, ФРН           | 1965            |                 | 19                 | 0                  |
| IV   | 22 липня—1 серпня 1993 | Гаага, Нідерланди       | 2275            | 69              | 22                 | 3                  |
| V    | 7—17 серпня 1997       | Лахті, Фінляндія        | 2600            | 78              | 25                 | 5                  |
| VI   | 16—26 серпня 2001      | Акіта, Японія           | 3200            | 93              | 26                 | 5                  |
| VII  | 14—24 липня 2005       | Дуйсбург, Німеччина     | 3400            | 89              | 34                 | 6                  |
| VIII | 16—26 липня 2009       | Гаосюн, Тайвань         | 4737            | 103             | 32                 | 5                  |
| IX   | 27 липня—4 серпня 2013 | Калі, Колумбія          | 2870            | 98              | 31                 | 5                  |
| X    | 20—30 липня 2017       | Вроцлав, Польща         | 3168            | 102             | 27                 | 4                  |
| XI   | 2022                   | Бірмінгем, США          |                 |                 |                    |                    |
| XII  | 2025                   | Ченду, КНР              |                 |                 |                    |                    |
| XIII | 2029                   | Карлсруе, Німеччина     |                 |                 |                    |                    |

## Програма Всесвітніх ігор
Види спорту, включені до програми Всесвітніх ігор-2009
| - Більярд (карамболь, пул, снукер) - Бодибілдинг - Боулінг - Водні лижі - Джиу-джитсу - Каное-поло - Карате - Корфбол - Парашутний спорт | - Пауерліфтинг - Перетягування каната - Петанк - Підводне плавання - Польова стрільба з лука - Стрибки на батуті (синхронні) - Ракетбол | - Регбі-7 - Катання на роликах - Ролеркей - Скелелазіння - Сквош - Порятунок життя - Спідскейтинг - Спортивна акробатика | - Спортивна аеробіка - Спортивне орієнтування - Спортивні танці - Сумо - Тамблінг - Фістбол - Алтимат - Художня гімнастика (окремі вправи) | «Показові види» - Веслування на човнах "Дракон" - Пляжний гандбол - Софтбол - Чукбол - Ушу - КУДО |

Раніше до програми Всесвітніх ігор також входили або демонструвалися: 
| - Футзал (AMF правила) - Баскська пелота - Водно-моторний спорт - Гольф - Перегони на лижоролерах - Кастинг (метання блешні) - Крикет - Крокет | - Лакросс - Песапалло - Поло - Роккі - Самбо - Серфінг - Флорбол та ін. |

Увійшли у програму Олімпійських ігор: 
- Бадмінтон (1992 року)
- Бейсбол (1992—2008 роках, може повернутися до програми Всесвітніх ігор)
- Пляжний волейбол (1996 року)
- Стрибки на батуті (індивідуальні змагання, з 2000 року)
- Софтбол (1996—2008 роках, повернуто до програми Всесвітніх ігор з 2009 року)
- Тріатлон (з 2000 року)
- Тхеквондо (з 2000 року)
- Важка атлетика (жіноча) (з 2000 року)